# Јасенко Хоура
Јасенко Хоура (Вировитица, 3. јун 1960) хрватски је музичар чешког порекла. Оснивач је, гитариста и певач популарног загребачког рок и панк бенда Прљаво казалиште, који на југословенској и хрватској музичкој сцени делује од 1977. године.

## Биографија
Хоура је рођен у Славонији, а током средње школе доселио се у Дубраву. Доселио се из Дубраве због рушења куће. Његов отац је био лекар, а мајка сликарка и историчарка. Јасенко је син јединац. У младости се бавио тенисом, потом фудбалом, а са 17 година се бавио музиком.
Јасенко је по професији новинар-репортер, а занимљиво је поменути да је чак полагао и испите за кошаркашког тренера, а поседује и агенцију за спортски менаџмент.
У Швајцарској има регистровану фирму за посредовање у промету скупих уметничких дела, коју је покренуо његов рођак Жарко Долинар. Предузеће припрема документацију пре него што се уметничка дела продају на аукцијама. Уметност воли због мајке која се њоме бавила, а његов портрет који му је мајка насликала и даље је сачуван и каже да је то највредније што има.

## Каријера
Јасенко је био у бенду Цифершлус са Даворином Боговићем, Зораном Цветковићем, Нинославом Храстеком и Тихомиром Филешом, а након његовог доласка променили су назив у Прљаво казалиште. Име бенда потиче од епизоде тада популарног стрипа Алан Форд. На почетку своје музичке каријере 1977. године, током средње школе, Јасенко се присећа да нису имали пара ни за сендвич, а вежбали су у влажним подрумима.
Када је његова музичка каријера некако кренула, отплатио је све дугове, чак и оцу са каматама. Јасенко је у бенду од почетка и свира ритам гитару, пева као пратећи вокал и пише песме. Одмах на почетку каријере прешао је из Дубраве.
Са издавањем албума Црно-бијели свет 1980. године, Јасенко се поигравао ска трендовима. Године 1981. аутор и текстописац Јасенко са групом издаје албум Херој улице, а све песме је написао и отпевао у Шведској. Након тога са бендом одлази на турнеју по Америци, Канади, Швајцарској, Немачкој и Аустралији.
Мајка му је умрла 1988. године, а он јој је посветио и написао најпознатију и најосетљивију песму: Мојој мајци (Ружа Хрватска), пробудивши тако национални набој. Свој врхунац достигли су 17. октобра 1989. године у Загребу, на Тргу бана Јелачића, када се окупило више од 250.000 људи, а концерт је одржан иако је био наводно забрањен.
Због текстова и наступа пред огромном публиком током 1990-их, бенд је сматран за члана партије, али се од ње ограђује. Истичу да ће то помоћи заједници, чак и кроз песму, да подигне менталитет о проблемима који нас оптерећују.

## Приватан живот
Ожењен је Канађанком Дијаном са којом има троје деце, сина Ивана Бруна, ћерке Мирјану и Дору.
Свог оца описује као строгог јер је осећао да не може да се бави музиком и школом у исто време. Са 19 година писао је квалитетне песме за свој први албум Прљаво Казалиште, а касније и за друге албуме, а 1981. године отпевао је песму Херој улице.